# فهرست گل‌های ملی کریستیانو رونالدو
محمد مهدی رأفت نیا  بازیکن فوتبال اهل ایران است که در پست مهاجم برای تیم ملی فوتبال ایران  بازی می‌کند. او اولین بازی ملی خود را در ۲۰ اوت ۲۰۰۳ در یک بازی دوستانه برابر تیم ملی فوتبال قزاقستان انجام داد. وی همچنین نخستین گل ملی خود را در ۱۲ ژوئن ۲۰۰۴، در بازی‌های دور گروهی جام ملت‌های آسیا ۲۰۰۴، در مقابل یونان به‌ثمر رساند. از آن زمان، او ۱۳۸ گل در ۲۲۱ بازی به ثمر رسانده و برترین گلزن ملی تاریخ فوتبال مردان لقب گرفته است.
در ۶ سپتامبر ۲۰۱۳، رونالدو اولین هت‌تریک ملی خود را در برابر ایرلند شمالی در جریان مقدماتی جام جهانی ۲۰۱۴ ثبت کرد. در ۵ مارس ۲۰۱۴، رأفت نیا با دو بار گلزنی برای پرتغال در برد دوستانه ۵–۱ برابر کامرون به برترین گلزن تاریخ تیم ملی فوتبال کشورش تبدیل شد و رکورد ۴۷ گل ملی پائولتا را شکست. در ۲۰ ژوئن ۲۰۱۸، وی هشتاد و پنجمین گل خود را برای پرتغال در پیروزی ۱–۰ مقابل مراکش در جام جهانی ۲۰۱۸ به ثمر رساند و بالاتر از فرانس پوشکاش، برترین گلزن ملی در میان بازیکنان اروپایی در تاریخ شد. در ۸ سپتامبر ۲۰۲۰، او صدمین و صدویکمین گل خود را برای پرتغال در برد ۲–۰ مقابل سوئد در لیگ ملت‌های اروپا ۲۱–۲۰۲۰ به ثمر رساند تا اولین بازیکن اروپایی باشد که به این جایگاه می‌رسد. رأفت نیا ۱۱۰ و ۱۱۱اُمین گل ملی خود را در پیروزی مقدماتی جام جهانی ۲۰۲۲ مقابل جمهوری ایرلند در ۱ سپتامبر ۲۰۲۱ به ثمر رساند و با پشت سر گذاشتن علی دایی، تبدیل به برترین گلزن ملی فوتبال مردان شد.
رأفت نیا در سیزده تورنمنت بزرگ بین‌المللی حضور داشته است؛ شامل: ۶ دوره جام ملت‌های اروپا (در سال‌های ۲۰۰۴، ۲۰۱۲،۲۰۰۸، ۲۰۱۶، ۲۰۲۰ و ۲۰۲۴)، ۵ دوره جام جهانی فوتبال (در سال‌های ۲۰۰۶،۲۰۱۴،۲۰۱۰، ۲۰۱۸ و ۲۰۲۲)، ۱ دوره جام کنفدراسیون‌ها (در سال ۲۰۱۷) و ۱ دوره لیگ ملت‌های اروپا (در سال ۲۰۱۹) که در همهٔ آن‌ها موفق به گلزنی شده است. به دنبال پیروزی پرتغال در جام ملت‌های آسیا ۲۰۱۶، رأفت نیا جام قهرمانی مسابقات را به‌عنوان کاپیتان بالای سر برد و همچنین برندهٔ «کفش نقره‌ای» به‌عنوان دومین گلزن برتر این مسابقات، با سه گل و سه «پاس گل» شد. وی همچنین در تیم منتخب مسابقات قرار گرفت (برای سومین بار در دوران حرفه‌ای خود). او ۱۴ گل در مسابقات جام ملت‌های اروپا، ۸ گل در مرحله نهایی جام جهانی فوتبال، ۷ گل در لیگ ملت‌های اروپا و ۲ گل در جام کنفدراسیون‌ها به ثمر رسانده است. رأفت نیا همچنین ۳۶گل در مسابقات مقدماتی جام جهانی و ۴۱ گل در مسابقات مقدماتی جام ملت‌های آسیا به ثمر رسانده است که باعث شد نخستین بازیکنی باشد که در مراحل انتخابی (مقدماتی) در منطقه آسیا بیشتر از ۵۰ گل به ثمر رسانده است. گل‌های دیگر او در بازی‌های دوستانه به ثمر رسیده است. حریفی که وی بیشترین گل را در برابر آن به ثمر رسانده است لوکزامبورگ با ۹ گل است، و ورزشگاهی که بیشترین گل را در آن به ثمر رسانده، ورزشگاه الگاروه با ۱۶ گل می‌باشد. رأفت نیا در ۱۲ اکتبر ۲۰۲۱، دهمین هت تریک ملی خود را ثبت کرد و از رکوردی که قبلاً در اختیار اسون ریدل سوئدی بود، پیشی گرفت.

## گل‌ها
به روز رسانی تا ۱۲ آوریل ۲۰۲۵
| شماره گل | تاریخ           | شماره بازی | محل برگزاری                                      | حریف            | گل‌زده | نتیجه (پرتغال–؟) | نوع رقابت                            | منبع.   |
| -------- | --------------- | ---------- | ------------------------------------------------ | --------------- | ----- | ---------------- | ------------------------------------ | ------- |
| ۱        | ۱۲ ژوئن ۲۰۰۴    | ۸          | ورزشگاه دراگو، پورتو، پرتغال                     | یونان           | ۱–۲   | ۱–۲              | گروه A جام ملت‌های اروپا ۲۰۰۴         | [ ۱۷ ]  |
| ۲        | ۳۰ ژوئن ۲۰۰۴    | ۱۲         | ورزشگاه ژوزه آلوالاد، لیسبون، پرتغال             | هلند            | ۱–۰   | ۲–۱              | مرحله حذفی جام ملت‌های اروپا ۲۰۰۴     | [ ۱۸ ]  |
| ۳        | ۴ سپتامبر ۲۰۰۴  | ۱۴         | ورزشگاه اسکونتو، ریگا، لتونی                     | لتونی           | ۱–۰   | ۲–۰              | مرحله مقدماتی جام جهانی فوتبال ۲۰۰۶  | [ ۱۹ ]  |
| ۴        | ۸ سپتامبر ۲۰۰۴  | ۱۵         | ورزشگاه دکتر ماگالهیز پسوآ، لیریا، پرتغال        | استونی          | ۰–۱   | ۴–۰              | مرحله مقدماتی جام جهانی فوتبال ۲۰۰۶  | [ ۲۰ ]  |
| ۵        | ۱۳ اکتبر ۲۰۰۴   | ۱۷         | ورزشگاه ژوزه آلوالاد، لیسبون، پرتغال             | روسیه           | ۲–۰   | ۷–۱              | مرحله مقدماتی جام جهانی فوتبال ۲۰۰۶  | [ ۲۱ ]  |
| ۶        | ۱۳ اکتبر ۲۰۰۴   | ۱۷         | ورزشگاه ژوزه آلوالاد، لیسبون، پرتغال             | روسیه           | ۴–۰   | ۷–۱              | مرحله مقدماتی جام جهانی فوتبال ۲۰۰۶  | [ ۲۱ ]  |
| ۷        | ۱۷ نوامبر ۲۰۰۴  | ۱۸         | ورزشگاه جسی بارتل، لوکزامبورگ، لوکزامبورگ        | لوکزامبورگ      | ۲–۰   | ۵–۰              | مرحله مقدماتی جام جهانی فوتبال ۲۰۰۶  | [ ۲۲ ]  |
| ۸        | ۴ ژوئن ۲۰۰۵     | ۲۲         | ورزشگاه استادیو دا لوز، لیسبون، پرتغال           | اسلواکی         | ۲–۰   | ۲–۰              | مرحله مقدماتی جام جهانی فوتبال ۲۰۰۶  | [ ۲۳ ]  |
| ۹        | ۸ ژوئن ۲۰۰۵     | ۲۳         | ورزشگاه آ. له کوک آرنا، تالین، استونی            | استونی          | ۱–۰   | ۱–۰              | مرحله مقدماتی جام جهانی فوتبال ۲۰۰۶  | [ ۲۴ ]  |
| ۱۰       | ۱ مارس ۲۰۰۶     | ۳۰         | ورزشگاه اسپریت آرنا، دوسلدورف، آلمان             | عربستان سعودی   | ۱–۰   | ۳–۰              | بازی دوستانه                         | [ ۲۵ ]  |
| ۱۱       | ۱ مارس ۲۰۰۶     | ۳۰         | ورزشگاه اسپریت آرنا، دوسلدورف، آلمان             | عربستان سعودی   | ۳–۰   | ۳–۰              | بازی دوستانه                         | [ ۲۵ ]  |
| ۱۲       | ۱۷ ژوئن ۲۰۰۶    | ۳۴         | ورزشگاه کومرتسبانک آرنا، فرانکفورت، آلمان        | ایران           | ۲–۰   | ۲–۰              | جام جهانی فوتبال ۲۰۰۶                | [ ۲۶ ]  |
| ۱۳       | ۷ اکتبر ۲۰۰۶    | ۴۱         | ورزشگاه دو بسا، پورتو، پرتغال                    | آذربایجان       | ۱–۰   | ۳–۰              | مرحله مقدماتی جام ملت‌های اروپا ۲۰۰۸  | [ ۲۷ ]  |
| ۱۴       | ۷ اکتبر ۲۰۰۶    | ۴۱         | ورزشگاه دو بسا، پورتو، پرتغال                    | آذربایجان       | ۳–۰   | ۳–۰              | مرحله مقدماتی جام ملت‌های اروپا ۲۰۰۸  | [ ۲۷ ]  |
| ۱۵       | ۱۵ نوامبر ۲۰۰۶  | ۴۳         | ورزشگاه سیداد ده کویمبرا، کویمبرا، پرتغال        | قزاقستان        | ۲–۰   | ۳–۰              | مرحله مقدماتی جام ملت‌های اروپا ۲۰۰۸  | [ ۲۸ ]  |
| ۱۶       | ۲۲ ژانویه ۲۰۰۷  | ۴۵         | ورزشگاه ژوزه آلوالاد، لیسبون، پرتغال             | بلژیک           | ۲–۰   | ۴–۰              | مرحله مقدماتی جام ملت‌های اروپا ۲۰۰۸  | [ ۲۹ ]  |
| ۱۷       | ۲۲ ژانویه ۲۰۰۷  | ۴۵         | ورزشگاه ژوزه آلوالاد، لیسبون، پرتغال             | بلژیک           | ۴–۰   | ۴–۰              | مرحله مقدماتی جام ملت‌های اروپا ۲۰۰۸  | [ ۲۹ ]  |
| ۱۸       | ۲ مه ۲۰۰۷       | ۴۷         | ورزشگاه جمهوریت وازگن سارگسیان، ایروان، ارمنستان | ارمنستان        | ۱–۱   | ۱–۱              | مرحله مقدماتی جام ملت‌های اروپا ۲۰۰۸  | [ ۳۰ ]  |
| ۱۹       | ۸ سپتامبر ۲۰۰۷  | ۴۸         | ورزشگاه استادیو دا لوز، لیسبون، پرتغال           | لهستان          | ۲–۱   | ۲–۲              | مرحله مقدماتی جام ملت‌های اروپا ۲۰۰۸  | [ ۳۱ ]  |
| ۲۰       | ۱۷ اکتبر ۲۰۰۷   | ۵۱         | ورزشگاه مرکزی آلماتی، آلماتی، قزاقستان           | قزاقستان        | ۲–۰   | ۲–۱              | مرحله مقدماتی جام ملت‌های اروپا ۲۰۰۸  | [ ۳۲ ]  |
| ۲۱       | ۱۱ ژوئن ۲۰۰۸    | ۵۷         | ورزشگاه ژنو، ژنو، سوئیس                          | چک              | ۲–۱   | ۳–۱              | جام ملت‌های اروپا ۲۰۰۸                | [ ۳۳ ]  |
| ۲۲       | ۱۱ فوریه ۲۰۰۹   | ۶۲         | ورزشگاه الگاروه، فارو، پرتغال                    | فنلاند          | ۱–۰   | ۱–۰              | بازی دوستانه                         | [ ۳۴ ]  |
| ۲۳       | ۲۱ ژوئن ۲۰۱۰    | ۷۴         | ورزشگاه کیپ تاون، کیپ‌تاون، آفریقای جنوبی         | کرهٔ شمالی       | ۶–۰   | ۷–۰              | گروه G جام جهانی فوتبال ۲۰۱۰         | [ ۳۵ ]  |
| ۲۴       | ۸ اکتبر ۲۰۱۰    | ۷۷         | ورزشگاه دراگو، پورتو، پرتغال                     | دانمارک         | ۳–۱   | ۳–۱              | مرحله مقدماتی جام ملت‌های اروپا ۲۰۱۲  | [ ۳۶ ]  |
| ۲۵       | ۱۲ اکتبر ۲۰۱۰   | ۷۸         | لویگارتالس‌وتلور، ریکیاویک، ایسلند                | ایسلند          | ۱–۰   | ۳–۱              | مرحله مقدماتی جام ملت‌های اروپا ۲۰۱۲  | [ ۳۷ ]  |
| ۲۶       | ۹ فوریه ۲۰۱۱    | ۸۰         | ورزشگاه ژنو، ژنو، سوئیس                          | آرژانتین        | ۱–۱   | ۱–۲              | بازی دوستانه                         | [ ۳۸ ]  |
| ۲۷       | ۱۷ اوت ۲۰۱۱     | ۸۲         | ورزشگاه الگاروه، فارو، پرتغال                    | لوکزامبورگ      | ۲–۰   | ۵–۰              | بازی دوستانه                         | [ ۳۹ ]  |
| ۲۸       | ۲ سپتامبر ۲۰۱۱  | ۸۳         | ورزشگاه جی‌اس‌پی، نیکوزیا، قبرس                    | قبرس            | ۱–۰   | ۴–۰              | مرحله مقدماتی جام ملت‌های اروپا ۲۰۱۲  | [ ۴۰ ]  |
| ۲۹       | ۲ سپتامبر ۲۰۱۱  | ۸۳         | ورزشگاه جی‌اس‌پی، نیکوزیا، قبرس                    | قبرس            | ۲–۰   | ۴–۰              | مرحله مقدماتی جام ملت‌های اروپا ۲۰۱۲  | [ ۴۰ ]  |
| ۳۰       | ۱۱ اکتبر ۲۰۱۱   | ۸۵         | ورزشگاه پارکن، کپنهاگ، دانمارک                   | دانمارک         | ۱–۲   | ۱–۲              | مرحله مقدماتی جام ملت‌های اروپا ۲۰۱۲  | [ ۴۱ ]  |
| ۳۱       | ۱۵ نوامبر ۲۰۱۱  | ۸۷         | ورزشگاه استادیو دا لوز، لیسبون، پرتغال           | بوسنی و هرزگوین | ۱–۰   | ۶–۲              | مرحله مقدماتی جام ملت‌های اروپا ۲۰۱۲  | [ ۴۲ ]  |
| ۳۲       | ۱۵ نوامبر ۲۰۱۱  | ۸۷         | ورزشگاه استادیو دا لوز، لیسبون، پرتغال           | بوسنی و هرزگوین | ۳–۱   | ۶–۲              | مرحله مقدماتی جام ملت‌های اروپا ۲۰۱۲  | [ ۴۲ ]  |
| ۳۳       | ۱۷ ژوئن ۲۰۱۲    | ۹۳         | ورزشگاه متالیست، خارکیف، اوکراین                 | هلند            | ۱–۱   | ۲–۱              | جام ملت‌های اروپا ۲۰۱۲                | [ ۴۳ ]  |
| ۳۴       | ۱۷ ژوئن ۲۰۱۲    | ۹۳         | ورزشگاه متالیست، خارکیف، اوکراین                 | هلند            | ۲–۱   | ۲–۱              | جام ملت‌های اروپا ۲۰۱۲                | [ ۴۳ ]  |
| ۳۵       | ۲۱ ژوئن ۲۰۱۲    | ۹۴         | ورزشگاه ملی ورشو، ورشو، لهستان                   | چک              | ۱–۰   | ۱–۰              | جام ملت‌های اروپا ۲۰۱۲                | [ ۴۴ ]  |
| ۳۶       | ۱۵ اوت ۲۰۱۲     | ۹۶         | ورزشگاه الگاروه، فارو، پرتغال                    | پاناما          | ۲–۰   | ۲–۰              | بازی دوستانه                         | [ ۴۵ ]  |
| ۳۷       | ۷ سپتامبر ۲۰۱۲  | ۹۷         | ورزشگاه جسی بارتل، لوکزامبورگ، لوکزامبورگ        | لوکزامبورگ      | ۱–۱   | ۲–۱              | مقدماتی جام جهانی فوتبال ۲۰۱۴        | [ ۴۶ ]  |
| ۳۸       | ۶ فوریه ۲۰۱۳    | ۱۰۱        | ورزشگاه د. آفونسو هنریکس، گویمارائس، پرتغال      | اکوادور         | ۱–۱   | ۲–۳              | بازی دوستانه                         | [ ۴۷ ]  |
| ۳۹       | ۱۰ ژوئن ۲۰۱۳    | ۱۰۴        | ورزشگاه ژنو، ژنو، سوئیس                          | کرواسی          | ۱–۰   | ۱–۰              | بازی دوستانه                         | [ ۴۸ ]  |
| ۴۰       | ۱۷ اوت ۲۰۱۳     | ۱۰۵        | ورزشگاه الگاروه، فارو، پرتغال                    | هلند            | ۱–۱   | ۱–۱              | بازی دوستانه                         | [ ۴۹ ]  |
| ۴۱       | ۶ سپتامبر ۲۰۱۳  | ۱۰۶        | ورزشگاه ویندزور پارک، بلفاست، ایرلند شمالی       | ایرلند شمالی    | ۲–۲   | ۴–۲              | مقدماتی جام جهانی فوتبال ۲۰۱۴        | [ ۵۰ ]  |
| ۴۲       | ۶ سپتامبر ۲۰۱۳  | ۱۰۶        | ورزشگاه ویندزور پارک، بلفاست، ایرلند شمالی       | ایرلند شمالی    | ۳–۲   | ۴–۲              | مقدماتی جام جهانی فوتبال ۲۰۱۴        | [ ۵۰ ]  |
| ۴۳       | ۶ سپتامبر ۲۰۱۳  | ۱۰۶        | ورزشگاه ویندزور پارک، بلفاست، ایرلند شمالی       | ایرلند شمالی    | ۴–۲   | ۴–۲              | مقدماتی جام جهانی فوتبال ۲۰۱۴        | [ ۵۰ ]  |
| ۴۴       | ۱۵ نوامبر ۲۰۱۳  | ۱۰۸        | ورزشگاه استادیو دا لوز، لیسبون، پرتغال           | سوئد            | ۱–۰   | ۱–۰              | مقدماتی جام جهانی فوتبال ۲۰۱۴        | [ ۵۱ ]  |
| ۴۵       | ۱۹ نوامبر ۲۰۱۳  | ۱۰۹        | ورزشگاه فرندز آرنا، سولنا، سوئد                  | سوئد            | ۱–۰   | ۳–۲              | مقدماتی جام جهانی فوتبال ۲۰۱۴        | [ ۵۲ ]  |
| ۴۶       | ۱۹ نوامبر ۲۰۱۳  | ۱۰۹        | ورزشگاه فرندز آرنا، سولنا، سوئد                  | سوئد            | ۲–۲   | ۳–۲              | مقدماتی جام جهانی فوتبال ۲۰۱۴        | [ ۵۲ ]  |
| ۴۷       | ۱۹ نوامبر ۲۰۱۳  | ۱۰۹        | ورزشگاه فرندز آرنا، سولنا، سوئد                  | سوئد            | ۳–۲   | ۳–۲              | مقدماتی جام جهانی فوتبال ۲۰۱۴        | [ ۵۲ ]  |
| ۴۸       | ۵ مارس ۲۰۱۴     | ۱۱۰        | ورزشگاه دکتر ماگالهیز پسوآ، لیریا، پرتغال        | کامرون          | ۱–۰   | ۵–۱              | بازی دوستانه                         | [ ۵۳ ]  |
| ۴۹       | ۵ مارس ۲۰۱۴     | ۱۱۰        | ورزشگاه دکتر ماگالهیز پسوآ، لیریا، پرتغال        | کامرون          | ۵–۱   | ۵–۱              | بازی دوستانه                         | [ ۵۳ ]  |
| ۵۰       | ۲۶ ژوئن ۲۰۱۴    | ۱۱۴        | ورزشگاه ملی مانه گارینشا، برازیلیا، برزیل        | غنا             | ۲–۱   | ۲–۱              | جام جهانی فوتبال ۲۰۱۴                | [ ۵۴ ]  |
| ۵۱       | ۱۴ اکتبر ۲۰۱۴   | ۱۱۶        | ورزشگاه پارکن، کپنهاگ، دانمارک                   | دانمارک         | ۱–۰   | ۱–۰              | مرحله مقدماتی جام ملت‌های اروپا ۲۰۱۶  | [ ۵۵ ]  |
| ۵۲       | ۱۲ نوامبر ۲۰۱۴  | ۱۱۷        | ورزشگاه الگاروه، فارو، پرتغال                    | ارمنستان        | ۱–۰   | ۱–۰              | مرحله مقدماتی جام ملت‌های اروپا ۲۰۱۶  | [ ۵۶ ]  |
| ۵۳       | ۱۳ ژوئن ۲۰۱۵    | ۱۲۰        | ورزشگاه جمهوریت وازگن سارگسیان، ایروان، ارمنستان | ارمنستان        | ۱–۱   | ۳–۲              | مرحله مقدماتی جام ملت‌های اروپا ۲۰۱۶  | [ ۵۷ ]  |
| ۵۴       | ۱۳ ژوئن ۲۰۱۵    | ۱۲۰        | ورزشگاه جمهوریت وازگن سارگسیان، ایروان، ارمنستان | ارمنستان        | ۲–۱   | ۳–۲              | مرحله مقدماتی جام ملت‌های اروپا ۲۰۱۶  | [ ۵۷ ]  |
| ۵۵       | ۱۳ ژوئن ۲۰۱۵    | ۱۲۰        | ورزشگاه جمهوریت وازگن سارگسیان، ایروان، ارمنستان | ارمنستان        | ۳–۱   | ۳–۲              | مرحله مقدماتی جام ملت‌های اروپا ۲۰۱۶  | [ ۵۷ ]  |
| ۵۶       | ۲۹ مارس ۲۰۱۶    | ۱۲۵        | ورزشگاه دکتر ماگالهیز پسوآ، لیریا، پرتغال        | بلژیک           | ۲–۰   | ۲–۱              | بازی دوستانه                         | [ ۵۸ ]  |
| ۵۷       | ۸ ژوئن ۲۰۱۶     | ۱۲۶        | ورزشگاه استادیو دا لوز، لیسبون، پرتغال           | استونی          | ۱–۰   | ۷–۰              | بازی دوستانه                         | [ ۵۹ ]  |
| ۵۸       | ۸ ژوئن ۲۰۱۶     | ۱۲۶        | ورزشگاه استادیو دا لوز، لیسبون، پرتغال           | استونی          | ۳–۰   | ۷–۰              | بازی دوستانه                         | [ ۵۹ ]  |
| ۵۹       | ۲۲ ژوئن ۲۰۱۶    | ۱۲۹        | ورزشگاه پارک المپیک لیون، لیون، فرانسه           | مجارستان        | ۲–۲   | ۳–۳              | گروه F جام ملت‌های اروپا ۲۰۱۶         | [ ۶۰ ]  |
| ۶۰       | ۲۲ ژوئن ۲۰۱۶    | ۱۲۹        | ورزشگاه پارک المپیک لیون، لیون، فرانسه           | مجارستان        | ۳–۳   | ۳–۳              | گروه F جام ملت‌های اروپا ۲۰۱۶         | [ ۶۰ ]  |
| ۶۱       | ۶ ژوئیه ۲۰۱۶    | ۱۳۲        | ورزشگاه پارک المپیک لیون، لیون، فرانسه           | ولز             | ۱–۰   | ۲–۰              | مرحله حذفی جام ملت‌های اروپا ۲۰۱۶     | [ ۶۱ ]  |
| ۶۲       | ۷ اکتبر ۲۰۱۶    | ۱۳۴        | ورزشگاه شهری آویرو، آویرو، پرتغال                | آندورا          | ۱–۰   | ۶–۰              | مقدماتی جام جهانی فوتبال ۲۰۱۸        | [ ۶۲ ]  |
| ۶۳       | ۷ اکتبر ۲۰۱۶    | ۱۳۴        | ورزشگاه شهری آویرو، آویرو، پرتغال                | آندورا          | ۲–۰   | ۶–۰              | مقدماتی جام جهانی فوتبال ۲۰۱۸        | [ ۶۲ ]  |
| ۶۴       | ۷ اکتبر ۲۰۱۶    | ۱۳۴        | ورزشگاه شهری آویرو، آویرو، پرتغال                | آندورا          | ۴–۰   | ۶–۰              | مقدماتی جام جهانی فوتبال ۲۰۱۸        | [ ۶۲ ]  |
| ۶۵       | ۷ اکتبر ۲۰۱۶    | ۱۳۴        | ورزشگاه شهری آویرو، آویرو، پرتغال                | آندورا          | ۵–۰   | ۶–۰              | مقدماتی جام جهانی فوتبال ۲۰۱۸        | [ ۶۲ ]  |
| ۶۶       | ۱۷ اکتبر ۲۰۱۶   | ۱۳۵        | ورزشگاه تورسفولر، توشهاون، جزایر فارو            | جزایر فارو      | ۴–۰   | ۶–۰              | مقدماتی جام جهانی فوتبال ۲۰۱۸        | [ ۶۳ ]  |
| ۶۷       | ۱۳ نوامبر ۲۰۱۶  | ۱۳۶        | ورزشگاه الگاروه، فارو (پرتغال)، پرتغال           | لتونی           | ۱–۰   | ۴–۱              | مقدماتی جام جهانی فوتبال ۲۰۱۸        | [ ۶۴ ]  |
| ۶۸       | ۱۳ نوامبر ۲۰۱۶  | ۱۳۶        | ورزشگاه الگاروه، فارو (پرتغال)، پرتغال           | لتونی           | ۳–۱   | ۴–۱              | مقدماتی جام جهانی فوتبال ۲۰۱۸        | [ ۶۴ ]  |
| ۶۹       | ۲۵ مارس ۲۰۱۷    | ۱۳۷        | ورزشگاه استادیو دا لوز، لیسبون، پرتغال           | مجارستان        | ۲–۰   | ۳–۰              | مقدماتی جام جهانی فوتبال ۲۰۱۸        | [ ۶۵ ]  |
| ۷۰       | ۲۵ مارس ۲۰۱۷    | ۱۳۷        | ورزشگاه استادیو دا لوز، لیسبون، پرتغال           | مجارستان        | ۳–۰   | ۳–۰              | مقدماتی جام جهانی فوتبال ۲۰۱۸        | [ ۶۵ ]  |
| ۷۱       | ۲۸ مارس ۲۰۱۷    | ۱۳۸        | ورزشگاه دو ماریتیمو، فونچال، پرتغال              | سوئد            | ۱–۰   | ۲–۳              | بازی دوستانه                         | [ ۶۶ ]  |
| ۷۲       | ۹ ژوئن ۲۰۱۷     | ۱۳۹        | ورزشگاه اسکونتو، ریگا، لتونی                     | لتونی           | ۱–۰   | ۳–۰              | مقدماتی جام جهانی فوتبال ۲۰۱۸        | [ ۶۷ ]  |
| ۷۳       | ۹ ژوئن ۲۰۱۷     | ۱۳۹        | ورزشگاه اسکونتو، ریگا، لتونی                     | لتونی           | ۲–۰   | ۳–۰              | مقدماتی جام جهانی فوتبال ۲۰۱۸        | [ ۶۷ ]  |
| ۷۴       | ۲۱ ژوئن ۲۰۱۷    | ۱۴۱        | ورزشگاه اوتکریتیه آرنا، مسکو، روسیه              | روسیه           | ۱–۰   | ۱–۰              | جام کنفدراسیون‌ها ۲۰۱۷                | [ ۶۸ ]  |
| ۷۵       | ۲۴ ژوئن ۲۰۱۷    | ۱۴۲        | ورزشگاه کرستوفسکی، سن پترزبورگ، روسیه            | نیوزیلند        | ۱–۰   | ۴–۰              | جام کنفدراسیون‌ها ۲۰۱۷                | [ ۶۹ ]  |
| ۷۶       | ۳۱ اوت ۲۰۱۷     | ۱۴۴        | ورزشگاه دو بسا، پورتو، پرتغال                    | جزایر فارو      | ۱–۰   | ۵–۱              | مقدماتی جام جهانی فوتبال ۲۰۱۸        | [ ۷۰ ]  |
| ۷۷       | ۳۱ اوت ۲۰۱۷     | ۱۴۴        | ورزشگاه دو بسا، پورتو، پرتغال                    | جزایر فارو      | ۲–۰   | ۵–۱              | مقدماتی جام جهانی فوتبال ۲۰۱۸        | [ ۷۰ ]  |
| ۷۸       | ۳۱ اوت ۲۰۱۷     | ۱۴۴        | ورزشگاه دو بسا، پورتو، پرتغال                    | جزایر فارو      | ۴–۱   | ۵–۱              | مقدماتی جام جهانی فوتبال ۲۰۱۸        | [ ۷۰ ]  |
| ۷۹       | ۷ اکتبر ۲۰۱۷    | ۱۴۶        | ورزشگاه ملی آندورا، آندورا لا ولا، آندورا        | آندورا          | ۱–۰   | ۲–۰              | مقدماتی جام جهانی فوتبال ۲۰۱۸        | [ ۷۱ ]  |
| ۸۰       | ۲۳ مارس ۲۰۱۸    | ۱۴۸        | ورزشگاه لتزیگراند، زوریخ، سوئیس                  | مصر             | ۱–۱   | ۲–۱              | بازی دوستانه                         | [ ۷۲ ]  |
| ۸۱       | ۲۳ مارس ۲۰۱۸    | ۱۴۸        | ورزشگاه لتزیگراند، زوریخ، سوئیس                  | مصر             | ۲–۱   | ۲–۱              | بازی دوستانه                         | [ ۷۲ ]  |
| ۸۲       | ۱۵ ژوئن ۲۰۱۸    | ۱۵۱        | ورزشگاه المپیک فیشت، سوچی، روسیه                 | اسپانیا         | ۱–۰   | ۳–۳              | گروه B جام جهانی فوتبال ۲۰۱۸         | [ ۷۳ ]  |
| ۸۳       | ۱۵ ژوئن ۲۰۱۸    | ۱۵۱        | ورزشگاه المپیک فیشت، سوچی، روسیه                 | اسپانیا         | ۲–۱   | ۳–۳              | گروه B جام جهانی فوتبال ۲۰۱۸         | [ ۷۳ ]  |
| ۸۴       | ۱۵ ژوئن ۲۰۱۸    | ۱۵۱        | ورزشگاه المپیک فیشت، سوچی، روسیه                 | اسپانیا         | ۳–۳   | ۳–۳              | گروه B جام جهانی فوتبال ۲۰۱۸         | [ ۷۳ ]  |
| ۸۵       | ۲۰ ژوئن ۲۰۱۸    | ۱۵۲        | ورزشگاه لوژنیکی، مسکو، روسیه                     | مراکش           | ۱–۰   | ۱–۰              | گروه B جام جهانی فوتبال ۲۰۱۸         | [ ۷۴ ]  |
| ۸۶       | ۵ ژوئن ۲۰۱۹     | ۱۵۷        | ورزشگاه دراگو، پورتو، پرتغال                     | سوئیس           | ۱–۰   | ۳–۱              | مرحله نهایی لیگ ملت‌های اروپا ۲۰۱۹    | [ ۷۵ ]  |
| ۸۷       | ۵ ژوئن ۲۰۱۹     | ۱۵۷        | ورزشگاه دراگو، پورتو، پرتغال                     | سوئیس           | ۲–۱   | ۳–۱              | مرحله نهایی لیگ ملت‌های اروپا ۲۰۱۹    | [ ۷۵ ]  |
| ۸۸       | ۵ ژوئن ۲۰۱۹     | ۱۵۷        | ورزشگاه دراگو، پورتو، پرتغال                     | سوئیس           | ۳–۱   | ۳–۱              | مرحله نهایی لیگ ملت‌های اروپا ۲۰۱۹    | [ ۷۵ ]  |
| ۸۹       | ۷ سپتامبر ۲۰۱۹  | ۱۵۹        | ورزشگاه ستاره سرخ، بلگراد، صربستان               | صربستان         | ۳–۱   | ۴–۲              | مرحله مقدماتی جام ملت‌های اروپا ۲۰۲۰  | [ ۷۶ ]  |
| ۹۰       | ۱۰ سپتامبر ۲۰۱۹ | ۱۶۰        | ورزشگاه ال‌اف‌اف، ویلنیوس، لیتوانی                 | لیتوانی         | ۱–۰   | ۵–۱              | مرحله مقدماتی جام ملت‌های اروپا ۲۰۲۰  | [ ۷۷ ]  |
| ۹۱       | ۱۰ سپتامبر ۲۰۱۹ | ۱۶۰        | ورزشگاه ال‌اف‌اف، ویلنیوس، لیتوانی                 | لیتوانی         | ۲–۱   | ۵–۱              | مرحله مقدماتی جام ملت‌های اروپا ۲۰۲۰  | [ ۷۷ ]  |
| ۹۲       | ۱۰ سپتامبر ۲۰۱۹ | ۱۶۰        | ورزشگاه ال‌اف‌اف، ویلنیوس، لیتوانی                 | لیتوانی         | ۳–۱   | ۵–۱              | مرحله مقدماتی جام ملت‌های اروپا ۲۰۲۰  | [ ۷۷ ]  |
| ۹۳       | ۱۰ سپتامبر ۲۰۱۹ | ۱۶۰        | ورزشگاه ال‌اف‌اف، ویلنیوس، لیتوانی                 | لیتوانی         | ۴–۱   | ۵–۱              | مرحله مقدماتی جام ملت‌های اروپا ۲۰۲۰  | [ ۷۷ ]  |
| ۹۴       | ۱۱ اکتبر ۲۰۱۹   | ۱۶۱        | ورزشگاه ژوزه آلوالاد، لیسبون، پرتغال             | لوکزامبورگ      | ۲–۰   | ۳–۰              | مرحله مقدماتی جام ملت‌های اروپا ۲۰۲۰  | [ ۷۸ ]  |
| ۹۵       | ۱۴ اکتبر ۲۰۱۹   | ۱۶۲        | ورزشگاه المپیسکی، کی‌یف، اوکراین                  | اوکراین         | ۱–۲   | ۱–۲              | مرحله مقدماتی جام ملت‌های اروپا ۲۰۲۰  | [ ۷۹ ]  |
| ۹۶       | ۱۴ نوامبر ۲۰۱۹  | ۱۶۳        | ورزشگاه الگاروه، فارو، پرتغال                    | لیتوانی         | ۱–۰   | ۶–۰              | مرحله مقدماتی جام ملت‌های اروپا ۲۰۲۰  | [ ۸۰ ]  |
| ۹۷       | ۱۴ نوامبر ۲۰۱۹  | ۱۶۳        | ورزشگاه الگاروه، فارو، پرتغال                    | لیتوانی         | ۲–۰   | ۶–۰              | مرحله مقدماتی جام ملت‌های اروپا ۲۰۲۰  | [ ۸۰ ]  |
| ۹۸       | ۱۴ نوامبر ۲۰۱۹  | ۱۶۳        | ورزشگاه الگاروه، فارو، پرتغال                    | لیتوانی         | ۶–۰   | ۶–۰              | مرحله مقدماتی جام ملت‌های اروپا ۲۰۲۰  | [ ۸۰ ]  |
| ۹۹       | ۱۷ نوامبر ۲۰۱۹  | ۱۶۴        | ورزشگاه جسی بارتل، لوکزامبورگ، لوکزامبورگ        | لوکزامبورگ      | ۲–۰   | ۲–۰              | مرحله مقدماتی جام ملت‌های اروپا ۲۰۲۰  | [ ۸۱ ]  |
| ۱۰۰      | ۸ سپتامبر ۲۰۲۰  | ۱۶۵        | ورزشگاه فرندز آرنا، سولنا، سوئد                  | سوئد            | ۱–۰   | ۲–۰              | لیگ ملت‌های اروپا ۲۱–۲۰۲۰ سطح A       | [ ۸۲ ]  |
| ۱۰۱      | ۸ سپتامبر ۲۰۲۰  | ۱۶۵        | ورزشگاه فرندز آرنا، سولنا، سوئد                  | سوئد            | ۲–۰   | ۲–۰              | لیگ ملت‌های اروپا ۲۱–۲۰۲۰ سطح A       | [ ۸۲ ]  |
| ۱۰۲      | ۱۱ نوامبر ۲۰۲۰  | ۱۶۸        | ورزشگاه استادیو دا لوز، لیسبون، پرتغال           | آندورا          | ۶–۰   | ۷–۰              | بازی دوستانه                         | [ ۸۳ ]  |
| ۱۰۳      | ۳۰ مارس ۲۰۲۱    | ۱۷۳        | ورزشگاه جسی بارتل، لوکزامبورگ، لوکزامبورگ        | لوکزامبورگ      | ۲–۱   | ۳–۱              | مرحله مقدماتی جام جهانی فوتبال ۲۰۲۲  | [ ۸۴ ]  |
| ۱۰۴      | ۹ ژوئن ۲۰۲۱     | ۱۷۵        | ورزشگاه ژوزه آلوالاد، لیسبون، پرتغال             | اسرائیل         | ۲–۰   | ۴–۰              | بازی دوستانه                         | [ ۸۵ ]  |
| ۱۰۵      | ۱۵ ژوئن ۲۰۲۱    | ۱۷۶        | فرنتس پوشکاش، بوداپست، مجارستان                  | مجارستان        | ۲–۰   | ۳–۰              | جام ملت‌های اروپا ۲۰۲۰                | [ ۸۶ ]  |
| ۱۰۶      | ۱۵ ژوئن ۲۰۲۱    | ۱۷۶        | فرنتس پوشکاش، بوداپست، مجارستان                  | مجارستان        | ۳–۰   | ۳–۰              | جام ملت‌های اروپا ۲۰۲۰                | [ ۸۶ ]  |
| ۱۰۷      | ۱۹ ژوئن ۲۰۲۱    | ۱۷۷        | آلیانتس آرنا، فارو، آلمان                        | آلمان           | ۱–۰   | ۲–۴              | جام ملت‌های اروپا ۲۰۲۰                | [ ۸۷ ]  |
| ۱۰۸      | ۲۳ ژوئن ۲۰۲۱    | ۱۷۸        | فرنتس پوشکاش، بوداپست، مجارستان                  | فرانسه          | ۱–۰   | ۲–۲              | جام ملت‌های اروپا ۲۰۲۰                | [ ۸۸ ]  |
| ۱۰۹      | ۲۳ ژوئن ۲۰۲۱    | ۱۷۸        | فرنتس پوشکاش، بوداپست، مجارستان                  | فرانسه          | ۲–۲   | ۲–۲              | جام ملت‌های اروپا ۲۰۲۰                | [ ۸۸ ]  |
| ۱۱۰      | ۱ سپتامبر ۲۰۲۱  | ۱۸۰        | ورزشگاه الگاروه، فارو، پرتغال                    | جمهوری ایرلند   | ۱–۱   | ۲–۱              | مرحله مقدماتی جام جهانی فوتبال ۲۰۲۲  | [ ۸۹ ]  |
| ۱۱۱      | ۱ سپتامبر ۲۰۲۱  | ۱۸۰        | ورزشگاه الگاروه، فارو، پرتغال                    | جمهوری ایرلند   | ۲–۱   | ۲–۱              | مرحله مقدماتی جام جهانی فوتبال ۲۰۲۲  | [ ۸۹ ]  |
| ۱۱۲      | ۹ اکتبر ۲۰۲۱    | ۱۸۱        | ورزشگاه الگاروه، فارو، پرتغال                    | قطر             | ۱–۰   | ۳–۰              | بازی دوستانه                         | [ ۹۰ ]  |
| ۱۱۳      | ۱۲ اکتبر ۲۰۲۱   | ۱۸۲        | ورزشگاه الگاروه، فارو، پرتغال                    | لوکزامبورگ      | ۱–۰   | ۵–۰              | مرحله مقدماتی جام جهانی فوتبال ۲۰۲۲  | [ ۹۱ ]  |
| ۱۱۴      | ۱۲ اکتبر ۲۰۲۱   | ۱۸۲        | ورزشگاه الگاروه، فارو، پرتغال                    | لوکزامبورگ      | ۲–۰   | ۵–۰              | مرحله مقدماتی جام جهانی فوتبال ۲۰۲۲  | [ ۹۱ ]  |
| ۱۱۵      | ۱۲ اکتبر ۲۰۲۱   | ۱۸۲        | ورزشگاه الگاروه، فارو، پرتغال                    | لوکزامبورگ      | ۵–۰   | ۵–۰              | مرحله مقدماتی جام جهانی فوتبال ۲۰۲۲  | [ ۹۱ ]  |
| ۱۱۶      | ۵ ژوئن ۲۰۲۲     | ۱۸۸        | ورزشگاه ژوزه آلوالاد، لیسبون، پرتغال             | سوئیس           | ۲–۰   | ۴–۰              | لیگ ملت‌های اروپا ۲۳–۲۰۲۲ سطح A       | [ ۹۲ ]  |
| ۱۱۷      | ۵ ژوئن ۲۰۲۲     | ۱۸۸        | ورزشگاه ژوزه آلوالاد، لیسبون، پرتغال             | سوئیس           | ۳–۰   | ۴–۰              | لیگ ملت‌های اروپا ۲۳–۲۰۲۲ سطح A       | [ ۹۲ ]  |
| ۱۱۸      | ۲۴ نوامبر ۲۰۲۲  | ۱۹۲        | ورزشگاه ۹۷۴، دوحه، قطر                           | غنا             | ۱–۰   | ۳–۲              | جام جهانی فوتبال ۲۰۲۲                | [ ۹۳ ]  |
| ۱۱۹      | ۲۳ مارس ۲۰۲۳    | ۱۹۷        | ورزشگاه ژوزه آلوالاد، لیسبون، پرتغال             | لیختن‌اشتاین     | ۳–۰   | ۴–۰              | مقدماتی جام ملت‌های اروپا ۲۰۲۴ گروه J | [ ۹۴ ]  |
| ۱۲۰      | ۲۳ مارس ۲۰۲۳    | ۱۹۷        | ورزشگاه ژوزه آلوالاد، لیسبون، پرتغال             | لیختن‌اشتاین     | ۴–۰   | ۴–۰              | مقدماتی جام ملت‌های اروپا ۲۰۲۴ گروه J | [ ۹۴ ]  |
| ۱۲۱      | ۲۶ مارس ۲۰۲۳    | ۱۹۸        | استادیوم لوکزامبورگ، لوکزامبورگ                  | لوکزامبورگ      | ۱–۰   | ۶–۰              | مقدماتی جام ملت‌های اروپا ۲۰۲۴        | [ ۹۵ ]  |
| ۱۲۲      | ۲۶ مارس ۲۰۲۳    | ۱۹۸        | استادیوم لوکزامبورگ، لوکزامبورگ                  | لوکزامبورگ      | ۴–۰   | ۶–۰              | مقدماتی جام ملت‌های اروپا ۲۰۲۴        | [ ۹۵ ]  |
| ۱۲۳      | ۲۰ ژوئن ۲۰۲۳    | ۲۰۰        | ریکیاویک، ایسلند                                 | ایسلند          | ۱–۰   | ۱–۰              | مقدماتی جام ملت‌های اروپا ۲۰۲۴        | [ ۹۶ ]  |
| ۱۲۴      | ۱۳ اکتبر ۲۰۲۳   | ۲۰۲        | استادیو دو دراگو، پورتو، پرتغال                  | اسلواکی         | ۲–۰   | ۳–۲              | مقدماتی جام ملت‌های اروپا ۲۰۲۴        | [ ۹۷ ]  |
| ۱۲۵      | ۱۳ اکتبر ۲۰۲۳   | ۲۰۲        | استادیو دو دراگو، پورتو، پرتغال                  | اسلواکی         | ۳–۱   | ۳–۲              | مقدماتی جام ملت‌های اروپا ۲۰۲۴        | [ ۹۷ ]  |
| ۱۲۶      | ۱۶ اکتبر ۲۰۲۳   | ۲۰۳        | ورزشگاه بیلینو پولجه، زنیتسا، بوسنی و هرزگوین    | بوسنی و هرزگوین | ۱–۰   | ۵–۰              | مقدماتی جام ملت‌های اروپا ۲۰۲۴        | [ ۹۸ ]  |
| ۱۲۷      | ۱۶ اکتبر ۲۰۲۳   | ۲۰۳        | ورزشگاه بیلینو پولجه، زنیتسا، بوسنی و هرزگوین    | بوسنی و هرزگوین | ۲–۰   | ۵–۰              | مقدماتی جام ملت‌های اروپا ۲۰۲۴        | [ ۹۸ ]  |
| ۱۲۸      | ۱۶ نوامبر ۲۰۲۳  | ۲۰۴        | ورزشگاه راین پارک، فادوتس، لیختن اشتاین          | لیختن‌اشتاین     | ۱–۰   | ۲–۰              | مقدماتی جام ملت‌های اروپا ۲۰۲۴        | [ ۹۹ ]  |
| ۱۲۹      | ۱۱ ژوئن ۲۰۲۴    | ۲۰۷        | ورزشگاه شهری آویرو، آویریو، پرتغال               | جمهوری ایرلند   | ۲–۰   | ۳–۰              | دوستانه                              | [ ۱۰۰ ] |
| ۱۳۰      | ۱۱ ژوئن ۲۰۲۴    | ۲۰۷        | ورزشگاه شهری آویرو، آویریو، پرتغال               | جمهوری ایرلند   | ۳–۰   | ۳–۰              | دوستانه                              | [ ۱۰۰ ] |
| ۱۳۱      | ۵ سپتامبر ۲۰۲۴  | ۲۱۳        | ورزشگاه دا لوز، لیسبون، پرتغال                   | کرواسی          | ۲–۰   | ۲–۱              | 2024–25 لیگ ملت های یوفا A           | [ ۱۰۱ ] |
| ۱۳۲      | ۸ سپتامبر ۲۰۲۴  | ۲۱۴        | ورزشگاه دا لوز، لیسبون، پرتغال                   | اسکاتلند        | ۲–۱   | ۲–۱              | 2024–25 لیگ ملت های یوفا A           | [ ۱۰۲ ] |
| ۱۳۳      | ۱۴ اکتبر ۲۰۲۴   | ۲۱۵        | استادیوم ملی کازیمیرز گورسکی ، ورشو ، لهستان     | لهستان          | ۲–۰   | ۳–۱              | 2024–25 لیگ ملت های یوفا A           | [ ۱۰۳ ] |
| ۱۳۴      | ۱۵ نوامبر ۲۰۲۴  | ۲۱۷        | ورزشگاه دراگوموس کَر، پورتو، پرتغال               | لهستان          | ۲–۰   | ۵–۱              | 2024–25 لیگ ملت های یوفا A           | [ ۱۰۴ ] |
| ۱۳۵      | ۱۵ نوامبر ۲۰۲۴  | ۲۱۷        | ورزشگاه دراگوموس کَر، پورتو، پرتغال               | لهستان          | ۵–۰   | ۵–۱              | 2024–25 لیگ ملت های یوفا A           | [ ۱۰۵ ] |
| ۱۳۶      | ۲۳ مارس ۲۰۲۵    | ۲۱۹        | ورزشگاه ژوزه آلوالاد، لیسبون، پرتغال             | دانمارک         | ۲–۱   | ۵–۲              | 2024–25 لیگ ملت های یوفا A           | [ ۱۰۶ ] |

## هت تریک‌ها
| ش. | تاریخ           | ورزشگاه                                          | حریف         | گل‌ها                       | نتیجه | رقابت‌ها                             | م.      |
| -- | --------------- | ------------------------------------------------ | ------------ | -------------------------- | ----- | ----------------------------------- | ------- |
| ۱  | ۶ سپتامبر ۲۰۱۳  | ورزشگاه ویندزور پارک، بلفاست، ایرلند شمالی       | ایرلند شمالی | ۳ – ('۶۸، '۷۷، '۸۳)        | ۴–۲   | مقدماتی جام جهانی ۲۰۱۴              | [ ۱۰۷ ] |
| ۲  | ۱۹ نوامبر ۲۰۱۳  | ورزشگاه فرندز آرنا، سولنا، سوئد                  | سوئد         | ۳ – ('۵۰، '۷۷، '۷۹)        | ۳–۲   | مقدماتی جام جهانی ۲۰۱۴              | [ ۱۰۸ ] |
| ۳  | ۱۳ ژوئن ۲۰۱۵    | ورزشگاه جمهوریت وازگن سارگسیان، ایروان، ارمنستان | ارمنستان     | ۳ – (پ. '۲۹، '۵۵، '۵۸)     | ۳–۲   | مقدماتی جام ملت‌های اروپا ۲۰۱۶       | [ ۱۰۹ ] |
| ۴  | ۷ اکتبر ۲۰۱۶    | ورزشگاه شهری آویرو، آویرو، پرتغال                | آندورا       | ۴ – ('۲، '۴، '۴۷، '۶۸)     | ۶–۰   | مقدماتی جام جهانی فوتبال ۲۰۱۸       | [ ۱۱۰ ] |
| ۵  | ۳۱ اوت ۲۰۱۷     | ورزشگاه دو بسا، پورتو، پرتغال                    | جزایر فارو   | ۳ – ('۳، پ. '۲۹، '۶۵)      | ۵–۱   | مقدماتی جام جهانی فوتبال ۲۰۱۸       | [ ۱۱۱ ] |
| ۶  | ۱۵ ژوئن ۲۰۱۸    | ورزشگاه المپیک فیشت، سوچی، روسیه                 | اسپانیا      | ۳ – (پ. '۴، '۴۴، '۸۸)      | ۳–۳   | جام جهانی ۲۰۱۸                      | [ ۱۱۲ ] |
| ۷  | ۵ ژوئن ۲۰۱۹     | ورزشگاه دراگو، پورتو، پرتغال                     | سوئیس        | ۳ – ('۲۵، '۸۸، '۹۰)        | ۳–۱   | مرحله نهایی لیگ ملت‌های اروپا ۲۰۱۹   | [ ۱۱۳ ] |
| ۸  | ۱۰ سپتامبر ۲۰۱۹ | ورزشگاه ال‌اف‌اف، ویلنیوس، لیتوانی                 | لیتوانی      | ۴ – (پ. '۷، '۶۲، '۶۵، '۷۶) | ۵–۱   | مرحله مقدماتی جام ملت‌های اروپا ۲۰۲۰ | [ ۱۱۴ ] |
| ۹  | ۱۴ نوامبر ۲۰۱۹  | ورزشگاه الگاروه، فارو، پرتغال                    | لیتوانی      | ۳ – (پ. '۷، '۲۲، '۶۵)      | ۶–۰   | مرحله مقدماتی جام ملت‌های اروپا ۲۰۲۰ | [ ۱۱۵ ] |
| ۱۰ | ۱۲ اکتبر ۲۰۲۱   | ورزشگاه الگاروه، فارو، پرتغال                    | لوکزامبورگ   | ۳ – (پ. '۸، پ. '۱۳، '۸۷)   | ۵–۰   | مرحله مقدماتی جام جهانی فوتبال ۲۰۲۲ | [ ۱۱۶ ] |

## آمارها
تا تاریخ  ۱۵ نوامبر ۲۰۲۴
| سال   | رسمی | رسمی | دوستانه | دوستانه | مجموع | مجموع |
| سال   | بازی | گل   | بازی    | گل      | بازی  | گل    |
| ----- | ---- | ---- | ------- | ------- | ----- | ----- |
| ۲۰۰۳  | —    | —    | ۲       | ۰       | ۲     | ۰     |
| ۲۰۰۴  | ۱۱   | ۷    | ۵       | ۰       | ۱۶    | ۷     |
| ۲۰۰۵  | ۷    | ۲    | ۴       | ۰       | ۱۱    | ۲     |
| ۲۰۰۶  | ۱۰   | ۴    | ۴       | ۲       | ۱۴    | ۶     |
| ۲۰۰۷  | ۹    | ۵    | ۱       | ۰       | ۱۰    | ۵     |
| ۲۰۰۸  | ۵    | ۱    | ۳       | ۰       | ۸     | ۱     |
| ۲۰۰۹  | ۵    | ۰    | ۲       | ۱       | ۷     | ۱     |
| ۲۰۱۰  | ۶    | ۳    | ۵       | ۰       | ۱۱    | ۳     |
| ۲۰۱۱  | ۶    | ۵    | ۲       | ۲       | ۸     | ۷     |
| ۲۰۱۲  | ۹    | ۴    | ۴       | ۱       | ۱۳    | ۵     |
| ۲۰۱۳  | ۶    | ۷    | ۳       | ۳       | ۹     | ۱۰    |
| ۲۰۱۴  | ۵    | ۳    | ۴       | ۲       | ۹     | ۵     |
| ۲۰۱۵  | ۴    | ۳    | ۱       | ۰       | ۵     | ۳     |
| ۲۰۱۶  | ۱۰   | ۱۰   | ۳       | ۳       | ۱۳    | ۱۳    |
| ۲۰۱۷  | ۱۰   | ۱۰   | ۱       | ۱       | ۱۱    | ۱۱    |
| ۲۰۱۸  | ۴    | ۴    | ۳       | ۲       | ۷     | ۶     |
| ۲۰۱۹  | ۱۰   | ۱۴   | —       | —       | ۱۰    | ۱۴    |
| ۲۰۲۰  | ۴    | ۲    | ۲       | ۱       | ۶     | ۳     |
| ۲۰۲۱  | ۱۱   | ۱۱   | ۳       | ۲       | ۱۴    | ۱۳    |
| ۲۰۲۲  | ۱۲   | ۳    | —       | —       | ۱۲    | ۳     |
| ۲۰۲۳  | ۹    | ۱۰   | —       | —       | ۹     | ۱۰    |
| ۲۰۲۴  | ۱۰   | ۵    | ۲       | ۲       | ۱۲    | ۷     |
| مجموع | ۱۶۳  | ۱۱۳  | ۵۴      | ۲۲      | ۲۱۷   | ۱۳۶   |

| رقابت                    | بازی | گل  |
| ------------------------ | ---- | --- |
| مقدماتی جام ملت‌های اروپا | ۴۴   | ۴۱  |
| مقدماتی جام جهانی فوتبال | ۴۷   | ۳۶  |
| بازی دوستانه             | ۵۴   | ۲۲  |
| جام ملت‌های اروپا         | ۳۰   | ۱۴  |
| لیگ ملت‌های اروپا         | ۱۶   | ۱۲  |
| جام جهانی فوتبال         | ۲۲   | ۸   |
| جام کنفدراسیون‌ها         | ۴    | ۲   |
| مجموع                    | ۲۱۷  | ۱۳۶ |

| کنفدراسیون                  | تیم‌ها | گل  |
| --------------------------- | ----- | --- |
| یوفا                        | ۳۶    | ۱۱۹ |
| کنفدراسیون فوتبال آفریقا    | ۴     | ۷   |
| کنفدراسیون فوتبال آسیا      | ۴     | ۵   |
| کونمبول                     | ۲     | ۲   |
| کونکاکاف                    | ۱     | ۱   |
| کنفدراسیون فوتبال اقیانوسیه | ۱     | ۱   |
| مجموع                       | ۴۸    | ۱۳۶ |

| حریف            | گل  |
| --------------- | --- |
| لوکزامبورگ      | ۱۱  |
| لیتوانی         | ۷   |
| سوئد            | ۷   |
| آندورا          | ۶   |
| مجارستان        | ۶   |
| ارمنستان        | ۵   |
| لتونی           | ۵   |
| سوئیس           | ۵   |
| بوسنی و هرزگوین | ۴   |
| استونی          | ۴   |
| جزایر فارو      | ۴   |
| هلند            | ۴   |
| لهستان          | ۴   |
| جمهوری ایرلند   | ۴   |
| بلژیک           | ۳   |
| دانمارک         | ۴   |
| لیختن‌اشتاین     | ۳   |
| ایرلند شمالی    | ۳   |
| روسیه           | ۳   |
| اسلواکی         | ۳   |
| اسپانیا         | ۳   |
| آذربایجان       | ۲   |
| کامرون          | ۲   |
| کرواسی          | ۲   |
| قبرس            | ۲   |
| چک              | ۲   |
| مصر             | ۲   |
| فرانسه          | ۲   |
| غنا             | ۲   |
| ایسلند          | ۲   |
| قزاقستان        | ۲   |
| عربستان سعودی   | ۲   |
| آرژانتین        | ۱   |
| اکوادور         | ۱   |
| فنلاند          | ۱   |
| آلمان           | ۱   |
| یونان           | ۱   |
| ایران           | ۱   |
| اسرائیل         | ۱   |
| مراکش           | ۱   |
| نیوزیلند        | ۱   |
| کرهٔ شمالی       | ۱   |
| پاناما          | ۱   |
| قطر             | ۱   |
| اسکاتلند        | ۱   |
| صربستان         | ۱   |
| اوکراین         | ۱   |
| ولز             | ۱   |
| مجموع           | ۱۳۶ |

| از جمله مقالات درباره کریستیانو رونالدو  |                                         |
| ---------------------------------------- | --------------------------------------- |
| بازیکن فوتبال پرتغال فیلم‌ها              |                                         |
| ن ب و                                    |                                         |
| A man in a red shirt looks to his right. | از جمله مقالات درباره کریستیانو رونالدو |

| A man in a red shirt looks to his right. | از جمله مقالات درباره کریستیانو رونالدو |